# Róbert Isaszegi
Róbert Isaszegi est un boxeur hongrois né le 2 mai 1965 à Sárospatak.

## Carrière
Sa carrière amateur est principalement marquée par une médaille de bronze remportée aux Jeux olympiques de Séoul en 1988 en poids mi mouches.

### Jeux olympiques
- Médaille de bronze en -48 kg aux Jeux de 1988 à Séoul